# 조자이-글래쇼 모형
양자장론에서 조자이 글래쇼 모형(Georgi–Glashow model)은 하워드 조자이와 셸던 글래쇼가 제창한 대통일 이론의 하나다. 표준 모형의 대칭군 SU(3)×SU(2)×U(1)을 단순 리 군 SU(5)로 확장한다. SU(5)는 대통일 눈금에서 자발대칭파괴로 인하여 표준 모형 대칭군으로 깨진다.
조자이 글래쇼 모형은 렙톤과 쿼크를 하나의 기약 표현으로 나타낸다. 따라서 바리온 수(B)와 렙톤 수(L)를 보존하지 않지만, 바리온 수와 렙톤 수의 차 (B−L)는 보존한다. 이에 따라 양성자 붕괴가 일어난다. 조자이 글래쇼 모형(의 가장 단순한 꼴)에 따른 양성자 붕괴는 실험적으로 반증되었으나, 이를 확장하여 양성자의 평균 수명이 더 긴 모형도 있다. 이 말고도, 조자이 글래쇼 모형은 이중항/삼중항 나뉨 문제(doublet-triplet splitting problem)를 가진다.
조자이 글래쇼 모형은 조자이 얄스코그 질량 관계(Georgi-Jarlskog mass relation)를 예측한다. 이는 미국의 하워드 조자이와 스웨덴의 세실리아 얄스코그(Cecilia Jarlskog)가 발견하였다. 이 관계는 1세대의 입자의 질량 관계를 비교적 정확히 예측하나, 다른 세대에는 들어맞지 않는다.

## 정의
| 장 (1세대)                 | 로런츠 표현 | SU(5) 표현 |
| -------------------------- | ----------- | ---------- |
| 위 반쿼크와 렙톤           | (½,0)       | 5          |
| 쿼크, 아래 반쿼크와 양전자 | (½,0)       | 10         |
| 반중성미자                 | (½,0)       | 1          |
| 표준 모형의 힉스 보손      | (0,0)       | 5          |
| 약한 초전하 (SU(5)를 깸)   | (0,0)       | 24         |
| 게이지 보존                | (½,½)       | 24         |

### 대통일군의 깨짐
조자이-글래쇼 모형의 게이지 군인 SU(5)은 힉스 메커니즘과 유사한 방법으로 깨진다. 여기서의 힉스 장은 SU(5)의 딸림표현 (24)을 따르는 스칼라장이다. 이 스칼라장이 약한 초전하 생성자 {\displaystyle Y}에 비례하는 진공 기댓값을 가진다고 하자.
{\displaystyle {\frac {Y}{2}}=\operatorname {diag} \left(-1/3,-1/3,-1/3,1/2,1/2\right)}
이렇게 하면 힉스 메커니즘에 의하여 SU(5)는 {\displaystyle Y}과 교환하는 부분군으로 깨진다. 이 군은 표준 모형의 대칭군이다([SU(3)×SU(2)×U(1)_Y]/Z6).
표준 모형의 대칭군에 대해 딸림표현의 힉스 장은 다음과 같이 변환한다.
{\displaystyle 24\rightarrow (8,1)_{0}\oplus (1,3)_{0}\oplus (1,1)_{0}\oplus (3,2)_{-{\frac {5}{6}}}\oplus ({\bar {3}},2)_{\frac {5}{6}}.}
이는 표준 모형의 게이지 보존에 해당한다.

### 페르미온
표준 모형의 페르미온은 조자이-글래쇼 모형에서 다음과 같이 나타내어진다. (왼손잡이) 페르미온은
5 (아래 꼴의 반쿼크와 렙톤), 10 (쿼크, 위 꼴의 반쿼크, 전자 꼴의 반렙톤), 그리고 (만약 오른손잡이 중성미자가 실재한다면) 1 (반중성미자)로 나타내어진다. 이들은 표준 모형의 대칭군에 따르면 다음과 같이 변화한다.
{\displaystyle {\bar {5}}\rightarrow ({\bar {3}},1)_{\frac {1}{3}}\oplus (1,2)_{-{\frac {1}{2}}}} (dc, l)
{\displaystyle 10\rightarrow (3,2)_{\frac {1}{6}}\oplus ({\bar {3}},1)_{-{\frac {2}{3}}}\oplus (1,1)_{1}} (q, uc, ec)
{\displaystyle 1\rightarrow (1,1)_{0}} (νc)
물론 표준 모형에서와 같이 각 장이 세대를 따라 3개의 복사본이 필요하다.

## 예측

### 양성자 붕괴
조자이-글래쇼 모형은 가장 단순한 꼴로는 양성자의 평균 수명을 약 1030년으로 예측하나, 이는 실험으로 반증되었다. 가장 단순한 모형을 수정하여 양성자 수명을 늘릴 수 있다.

### 자기홀극
호모토피 군
{\displaystyle \pi _{2}\left({\frac {SU(5)}{[SU(3)\times SU(2)\times U(1)_{Y}]/\mathbb {Z} _{6}}}\right)=\mathbb {Z} }
에 따라 조자이-글래쇼 모형은 엇호프트-폴랴코프 자기 홀극을 지닌다.

### 질량 관계
가장 간단한 SU(5) 모형에서는 높은 에너지에서 다음과 같은 질량 관계를 얻는다.
{\displaystyle m_{b}=m_{\tau }}
{\displaystyle m_{s}=m_{\mu }}
{\displaystyle m_{e}=m_{d}}
물론 낮은 에너지에서는 재규격화군에 의하여 상수의 값이 바뀌지만, 다음의 관계식은 남는다.
{\displaystyle m_{e}/m_{\mu }=m_{d}/m_{s}}
{\displaystyle m_{\mu }/m_{\tau }=m_{s}/m_{b}}
이 관계식은 실험 결과와 불합치하는데, 이는 가벼운 입자 (e, d, µ, s)의 경우 대통일 눈금 밖의 (플랑크 눈금의) 효과에 영향을 더 많이 받기 때문이라고 추측한다.
조자이와 세실리아 얄스코그는 이를 수정하여 질량 관계를 높은 에너지에서
{\displaystyle m_{b}=m_{\tau }}
{\displaystyle m_{\mu }=3m_{s}}
{\displaystyle m_{e}=m_{d}/3}
이라는 관계식을 얻는데, 이는 대략 실험 결과와 맞아떨어진다.

## 참고 문헌
- Howard Georgi, Sheldon Glashow (1974). “Unity of All Elementary-Particle Forces”. 《Physical Review Letters》 32 (8): 438–441. doi:10.1103/PhysRevLett.32.438.
- Howard Georgi, Cecilia Jarlskog (1979). “A new lepton-quark mass relation in a unified theory”. 《Physics Letters B》 86 (3-4): 297-300. doi:10.1016/0370-2693(79)90842-6.